# Lepilemur jamesorum
Lepilemur jamesorum är en primat i släktet vesslemakier som förekommer på sydöstra Madagaskar. Arten skiljer sig i sina genetiska egenskaper från nära släktingar.
En individ hade en kroppslängd (huvud och bål) av 260 mm, en svanslängd av 297 mm och en vikt av 780 g. Pälsen på ovansidan har en brun grundfärg och undersidan är ljusare brun. Ansiktet kännetecknas av ett ljusgrått mönster kring käkarna och från hakan sträcker sig en ljus strimma till öronen. En svartaktig längsgående linje sträcker sig från huvudets topp över nästan hela ryggen. De stora öronen liknar ett tefat i formen och de är gråa på baksidan med svarta kanter. Den mörkbruna pälsen på svansen blir fram till spetsen nästan svart.
Utbredningsområdet är en skyddszon vid orten Manombo. Det är maximalt 70 km² stort. Arten vistas där i regnskogar.
Individerna är nattaktiva och klättrar i träd samt hoppar.
Beståndet hotas av skogens omvandling till jordbruksmark och av jakt. Hela populationen uppskattas vara 1400 exemplar. IUCN listar arten som akut hotad (CR).